# Ericeia terrena
Ericeia terrena là một loài bướm đêm trong họ Erebidae.